# Ramulus verruculosus
Ramulus verruculosus är en insektsart som först beskrevs av Brunner von Wattenwyl 1893.  Ramulus verruculosus ingår i släktet Ramulus och familjen Phasmatidae. Inga underarter finns listade i Catalogue of Life.